# بهمن طاهرخانی
بهمن طاهرخانی، (زاده ۱۳۴۰ در قزوین) حقوقدان، سیاستمدار و نماینده اسبق مردم تاکستان، در دهمین دوره مجلس شورای اسلامی است.

## سوابق
قائم مقام دادگستری کل استان البرز، رئیس دادگستری قزوین، وکیل پایه۱دادگستری

## نمایندگی مردم شهرستان تاکستان در دهمین دوره مجلس شورای اسلامی
بهمن طاهرخانی در دهمین دوره انتخابات مجلس شورای اسلامی به عنوان کاندیدای مستقل از حوزهٔ انتخابیهٔ تاکستان در استان قزوین وارد عرصه انتخابات شد و با حمایت اصلاح طلبان استان قزوین در لیست ائتلاف فراگیر اصلاح طلبان: گام دوم قرار گرفت. وی توانست با کسب ۴۰٬۴۰۶ رای از مجموع ۸۳٬۷۳۲ رأی معادل ۴۸٫۲۶٪ درصد آراء، از حوزه انتخابیه تاکستان، وارد مجلس دهم شود.